# Las Tablas
Las Tablas é uma cidade do Panamá, capital da província de Los Santos. Fica localizada a poucos quilômetros do Golfo do Panamá, na Península de Azuero. A cidade é um reconhecido centro do folclore panamenho.